# Trnakovac
Trnakovac is een plaats in de gemeente Okučani in de Kroatische provincie Brod-Posavina. De plaats telt 125 inwoners (2001).